# Casa al carrer Pare Roca, 10 (Olot)
La casa al carrer Pare Roca, 10 d'Olot (Garrotxa) era una obra inclosa a l'Inventari del Patrimoni Arquitectònic de Catalunya.

## Descripció
La casa està situada al xamfrà format pel carrer Pare Roca i el carrer Francesc de Bolòs. És de planta rectangular i teulat a quatre aigües sostingut per bigues de fusta. Disposa de baixos, amb la porta d'accés a la part central, on es poden veure les inicials "N.C." El primer pis té finestres de punt rodó mentre que el segon disposa de balcons sostinguts per mènsules decorades amb fullatges estilitzats i cassetons a la part inferior. Al tercer pis, a part del balcó central, hi ha finestres de punt rodó amb pilastres i capitells d'estuc. Les façanes de la casa estan decorades amb motius d'estuc pintat de blanc que contrasten, cromàticament, amb el color dels murs.

## Història
La plaça Clarà, juntament amb el passeig de Barcelona, constitueixen els dos projectes urbanístics més importants del segle xix a Olot. L'any 1868, sortí a la llum un projecte de la seva urbanització fet per Joan Cordomí que no es realitzarà. L'any 1871 es tirà endavant el projecte de E. Pujol i entre finals del segle xix i principi del segle XX s'urbanitzaren els carrers adjacents a la plaça.